# Сен-Жерон
Сен-Жеро́н (фр. Saint-Gérons, окс. Sant Gérons) — коммуна во Франции, находится в регионе Овернь. Департамент — Канталь. Входит в состав кантона Ларокбру. Округ коммуны — Орийак.
Код INSEE коммуны — 15189.
Коммуна расположена приблизительно в 440 км к югу от Парижа, в 115 км юго-западнее Клермон-Феррана, в 18 км к западу от Орийака.

## Население
Население коммуны на 2008 год составляло 195 человек.
| 1962 | 1968 | 1975 | 1982 | 1990 | 1999 | 2008 |
| ---- | ---- | ---- | ---- | ---- | ---- | ---- |
| 250  | 278  | 191  | 178  | 179  | 177  | 195  |

## Экономика

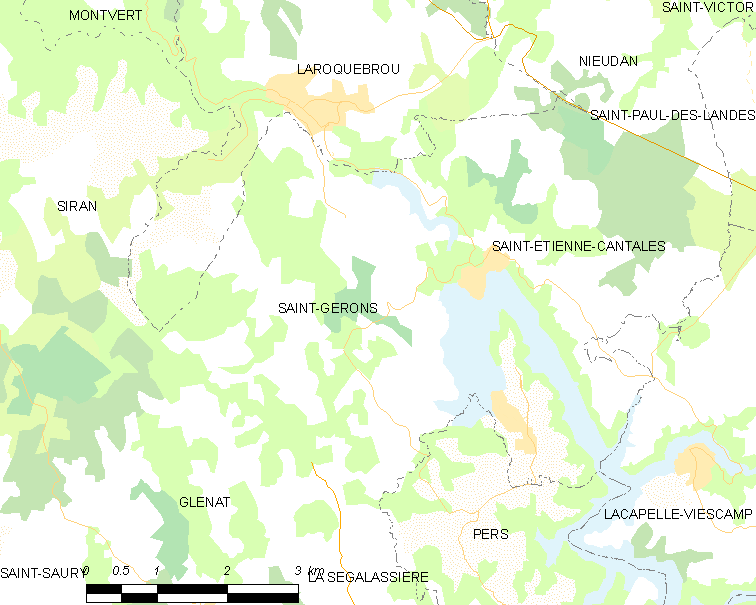
Карта коммуны

В 2007 году среди 117 человек в трудоспособном возрасте (15—64 лет) 73 были экономически активными, 44 — неактивными (показатель активности — 62,4 %, в 1999 году было 58,5 %). Из 73 активных работали 67 человек (36 мужчин и 31 женщина), безработных было 6 (3 мужчин и 3 женщины). Среди 44 неактивных 10 человек были учениками или студентами, 20 — пенсионерами, 14 были неактивными по другим причинам.